# Bristol-Myers Squibb
Bristol-Myers Squibb är ett globalt läkemedelsföretag ursprungligen bestående av två olika företag: det ena, Squibb, grundat 1858 och Bristol-Myers grundat år 1887. Dessa slogs ihop 1989 och är nu ett av världens största inom läkemedelsindustrin.
Kända produkter är bl.a. neuroleptikat Abilify (ursprungligen framställt av Otsuka) och anticancermedlet Erbitux. 
| Varunamn           | Generiskt namn | Indikation                  | Global försäljning 2009 (MUSD) |
| Abilify            | Aripiprazol    | Schizofreni, bipolärsjukdom | ▲ $ 2 592 miljoner             |
| Avapro/Avalide (1) | Irbesartan     | Högt blodtryck              | ▼ $ 1 283 miljoner             |
| Baraclude          | Entecavir      | Hepatit B virus             | ▲ $ 734 miljoner               |
| Erbitux            | Cetuximab      | Cancer                      | ▼ $ 683 miljoner               |
| Ixempra            | Ixabepilone    | Cancer                      | ▲ $ 109 miljoner               |
| Onglyza            | Saxagliptin    | Diabetes                    | $ 24 miljoner                  |
| Orencia            | Abatacept      | Reumatoid artrit            | ▲ $ 602 miljoner               |
| Plavix             | klopidogrel    | Efter hjärtinfarkt          | ▲ $ 6 146 miljoner             |
| Reyataz            | Atazanavir     | HIV                         | ▲ $ 1 401 miljoner             |
| Sprycel            | Dasatinib      | Leukemi                     | ▲ $ 421 miljoner               |
| Sustiva (2)        | efavirenz      | HIV                         | ▲ $ 1 277 miljoner             |

(1) - Marknadsförs av Sanofi Aventis under namnet Aprovel i Sverige. 
(2) - Marknadsförs av MSD under namnet Stocrin i Sverige.
- Pravachol (Pravastatin) lipidsänkade

1. ↑  läs online, www.sec.gov .[källa från Wikidata]
2. ↑  läs online, www.forbes.com .[källa från Wikidata]
3. ↑  hämtat från: tyskspråkiga Wikipedia.[källa från Wikidata]